# Podium krombeini
Podium krombeini är en biart som beskrevs av Richard Mitchell Bohart och Menke 1963. Podium krombeini ingår i släktet Podium och familjen grävsteklar. Inga underarter finns listade i Catalogue of Life.